# Y2K: Beat the Clock Version 1.0
Y2K: Beat the Clock Version 1.0, compilado lanzado el 6 de julio de 1999 y contiene los trabajos de artistas de música electrónica. Entre los participantes más destacados se encuentran Fatboy Slim con su hit “The Rockafeller Skank”, Björk junto a Alec Empire interpreta “Jóga”, y Underworld con “Born Slippy Nuxx”. También participaron The Chemical Brothers, Apollo 440 y Propellarheads, entre otros.
El título de este compilado contiene la siglas Y2K, lo cual hace alusión al año 2000 y el caos que podría haber sucedido si todos los ordenadores del mundo hubiesen fallado al confundirse el cambio de los dos últimos dígitos por el año 1900.

## Lista de canciones
1. The Rockafeller Skank (Full version) (6:54) - Fatboy Slim
2. Renegade master (Fatboy Slim old skool mix) (5:59) - Wildchild
3. Out of space (4:58) - Prodigy
4. Blisters on my brain (6:45) - Lo Fidelity Allstars
5. Elektrobank (Full length) (7:57) - The Chemical Brothers
6. Busy child (7:29) - The Crystal Method
7. Bang on! (5:45) - Propellarheads
8. Lost in space: Theme (Single version) (3:25) - Apollo Four Forty
9. Jóga (Alec Empire State of emergency remix) (5:59) - Björk & Alec Empire
10. Toxygene (Edit) (3:36) - Orb
11. Born slippy (NUXX) (9:43) - Underworld
12. Beat the clock (4:30) - Sparks